# Cafe
Cafe, kaph ou kaf (כ), é a décima primeira letra de vários abjads semíticos, assim como o kaf  do alfabeto árabe e o 'ʾ'kaf do alfabeto fenício.
Do alfabeto fenício, para o alfabeto grego deu a raíz a letra kappa.